# Kelumpang
Kelumpang is een bestuurslaag in het regentschap Ogan Komering Ulu van de provincie Zuid-Sumatra, Indonesië. Kelumpang telt 1303 inwoners (volkstelling 2010).